# بينيلوبي دلتا
بينيلوبي دلتا (باليونانية: Πηνελόπη Δέλτα) ـ (الإسكندرية، مصر الخديوية، 1874 ـ أثينا، اليونان، 2 مايو 1941) هي كاتبة يونانية، تعد أول يونانية ألفت كتبًا للأطفال. لقيت رواياتها التاريخية رواجًا كبيرًا في بلادها وكان لها أثر بالغ على وعي مواطنيها بهويتهم الوطنية وتاريخهم.

## حياتها الباكرة وأسرتها
ولدت دلتا في مدينة الإسكندرية المصرية سنة 1874، وكان الثالثة بين ستة أبناء لأبيها تاجر القطن اليوناني الثري إيمانويل باناكيس. وفي سنة 1882 انتقلت الأسرة مؤقتًا إلى أثينا، حيث تزوجت في وقت لاحق من مستثمر ثري من يونانيي الفنار يدعى ستيفانوس دلتا، الذي أنجبت منه ثلاث بنات: صوفيا مافروغورداتو، وفرجينيا زانا، وألكسندرا بابادوبولو.

## زواجها
في سنة 1905، عادت الأسرة إلى الإسكندرية، حيث التقت بينيلوبي وأيون دراغومي، الذي كان آنذاك نائبًا للقنصل اليوناني في الإسكندرية، وكان له ـ مثل بينيلوبي دلتا ـ كتاب عن الصراع المقدوني، فنشأت بينهما علاقة عاطفية لحين من الوقت، غير أن العاشقين قررا الانفصال مراعاة لبنات بينيلوبي، رغم أنهما لم يتوقفا عن تبادل الرسائل حتى سنة 1912، وهي السنة التي بدأت فيها علاقة دراغومي مع الممثلة المسرحية الشهيرة ماريكا كوتوبولي، مما حدا ببينيلوبي إلى الشروع في الانتحار مرتين.

## كتاباتها الأدبية
في سنة 1906 انتقلت بينيلوبي إلى مدينة فرانكفورت الألمانية مع زوجها الذي انتقل لإدارة مكاتب خوريميس-بيناكيس لتصدير القطن هناك. وفي سنة 1909 نُشرت روايتها الأولى «من أجل الوطن»، وهي رواية تدور أحداثها في العصر البيزنطي، وبدأت بينيلوبي تتبادل الخطابات مع المؤرخ الفرنسي غوستاف شلومبرغر (1844، 1929)، الذي كان متخصصًا في تاريخ الحروب الصليبية والإمبراطورية البيزنطية، فتجمعت لدى بينيلوبي من جراء هذه المراسلات المادة التاريخية التي بنت عليها روايتها الثانية «في سنوات قاتل البلغار»، التي تدور أحداثها في عصر الإمبراطور البيزنطي باسيل الثاني. وقد ألهمها انقلاب غودي (1909) بروايتها الثالثة «حكاية بلا اسم»، التي نُشرت سنة 1911.
ثم أثمرت مراسلاتها الطويلة مع الأسقف خريسانتوس، مطران طرابزون، عن كتابها «حياة المسيح»، الذي نُشر سنة 1925، وهو العام ذاته الذي اكتُشقت فيه إصابتها بشلل الأطفال. وفي سنة 1927 شرعت في كتابة ثلاثيتها «روميوبوليس» (الصبايا اليونانيات)، وهي سيرة ذاتية لم تنتهِ منها إلا في سنة 1939، وتتكون من ثلاثة أجزاء «الصحوة» (وتمتد أحداثها من سنة 1895 إلى سنة 1907)، و«الوهج» (وتمتد أحداثها من سنة 1907 إلى سنة 1909) و«الغسق» (وتمتد أحداثها من سنة 1914 إلى سنة 1920). وتظهر الأحداث السياسية المتقلبة في هذه الحقبة بجلاء في هذا الكتاب، حيث عاشت دلتا هذه الأحداث بشكل شخصي؛ إذ كان أبوها قاب قوسين أو أدنى من الإعدام على يد الحزب الملكي بتهمة الخيانة، أما عشيقها السابق أيون دراغوميس فقد اغتيل بالفعل سنة 1920، فلم تلبس دلتا بعد ذلك إلا السواد.
وفي ذلك الحين، نشرت دلتا رواياتها الثلاث الكبرى: «أنطونيس المجنون» (1932)، وتحكي عن مغامرات أخيها الأكبر أنطونيس بيناكيس في طفولته الشقية في الإسكندرية أواخر القرن التاسع عشر، و«مانغاس» (1935)، عن مغامرات كلب الأسرة، و«أسرار المستنقع» (1937)، التي تدور أحداثها حول بحيرة غيانيتسا في مطلع القرن العشرين، إبان بدايات صراع اليونان من أجل مقدونيا. وقد سجلت بينيلوبي دلتا شهادات حقيقية عن الحرب، جمعتها ـ بين عامي 1932 و1935 ـ سكرتيرتها الخاصة أنتيغوني بيللو ثريبسيادي، التي كان أبوها واحدًا من المقاتلين المقدونيين الذين خاضوا الحرب.
يُذكر أن دلتا كانت تمنع أحفادها من زيارتها نهارًا، أثناء انشغالها بالكتابة، ثم تقضي معهم المساء بأكمله، وتقرأ لهم ما كتبت أثناء النهار، بدلًا من حكايات قبل النوم.

## أيامها الأخيرة
عانت دلتا في أواخر أيامها من تفاقم شلل الأطفال. وفي تلك الفترة سلمها فيليب ـ شقيق حبيبها الراحل أيون دراغوميس ـ مذكرات وأرشيف شقيقه. فقامت بإملاء ألف صفحة مخطوطة من التعليقات على أعمال دراغوميس قبل أن تقرر بنفسها إنهاء حياتها.
انتحرت دلتا بالسم في 27 أبريل 1941، وهو اليوم الذي دخلت فيه قوات الفيرماخت النازية أثينا، غير أنها لم تلقَ حتفها إلا بعد عدة أيام (في 2 مايو 1941)، فدُفنت ـ وفق وصيتها ـ في حديقة قصر دلتا الفخم في كيفيسيا، ورأس خريسانثوس ـ الذي كان آنذاك رًئيسا لأساقفة أثينا ـ القداس الذي أقيم على روحها، ونُقشت على قبرها كلمة واحدة هي σιωπή («هدوء»).